# Theerathon Bunmathan
Theerathon Bunmathan (* 6. února 1990 Nonthaburi) je thajský fotbalista.

## Klubová kariéra
S kariérou začal v Rajpracha FC v roce 2009. V roce 2010 přestoupil do Buriram United FC. V sezónách 2011, 2013, 2014 a 2015 tým vyhrál thajskou ligu. V roce 2016 přestoupil do Muangthong United FC. V sezoně 2016 tým vyhrál thajskou ligu. V roce 2018 přestoupil do Vissel Kobe. V roce 2019 přestoupil do Yokohama F. Marinos. V sezoně 2019 tým vyhrál japonskou ligu.

## Reprezentační kariéra
Bunmathan odehrál za thajský národní tým v letech 2010–2019 celkem 62 reprezentačních utkání. S thajskou reprezentací se zúčastnil Mistrovství Asie ve fotbale 2019.

## Statistiky
| Thajsko | Thajsko | Thajsko |
| Roky    | Záp.    | Góly    |
| ------- | ------- | ------- |
| 2010    | 3       | 0       |
| 2011    | 1       | 0       |
| 2012    | 7       | 1       |
| 2013    | 3       | 0       |
| 2014    | 0       | 0       |
| 2015    | 11      | 3       |
| 2016    | 16      | 1       |
| 2017    | 6       | 0       |
| 2018    | 3       | 0       |
| 2019    | 12      | 1       |
| Celkem  | 62      | 6       |

## Úspěchy

### Klubové
Buriram United FC
- Thai League 1: 2011, 2013, 2014, 2015

Muangthong United FC
- Thai League 1: 2016

Yokohama F. Marinos
- J1 League: 2019